# باربرا والش (ممثلة)
باربرا والش (بالإنجليزية: Barbara Walsh)‏ هي ممثلة أمريكية، ولدت في 3 يونيو 1955 في واشنطن العاصمة في الولايات المتحدة.

## وصلات خارجية
- باربرا والش (ممثلة) على موقع IMDb (الإنجليزية)
- باربرا والش (ممثلة) على موقع ميوزك برينز (الإنجليزية)
- باربرا والش (ممثلة) على موقع قاعدة بيانات برودواي على الإنترنت (الإنجليزية)
- باربرا والش (ممثلة) على موقع قاعدة بيانات الفيلم (الإنجليزية)